# Sidney Siegel
Sidney Siegel (New York, 4 gennaio 1916 – 29 novembre 1961) è stato uno psicologo, statistico e studioso delle scienze comportamentali statunitense, noto per aver divulgato la conoscenza della statistica non parametrica.
Nel 1953 conseguì il Ph.D. in psicologia all'Università di Stanford (California).
Fatta eccezione per un anno presso il Center for Advanced Study in the Behavioral Sciences di Stanford, insegnò fino alla sua morte (aveva 45 anni) nell'Università di Stato della Pennsylvania.

## Opere
- Nonparametric Statistics for the Behavioral Sciences, 1956
- Bargaining and Group Decision Making (coautore Lawrence E. Fouraker), premiato nel 1959 con il Monograph Price dell'Accademia Americana delle Arti e delle Scienze
- Bargaining Behaviour (coautore Lawrence E. Fouraker),
- A nonparametric sum of ranks procedure for relative spread in unpaired samples, in Journal of the American Statistical Association, 1960 (coautore John Wilder Tukey)
- Choice, Strategy, and Utility (completato postumo da Alberta E. Siegel e Julia McMichael Andrews)